# پروپاگاندای رادیویی

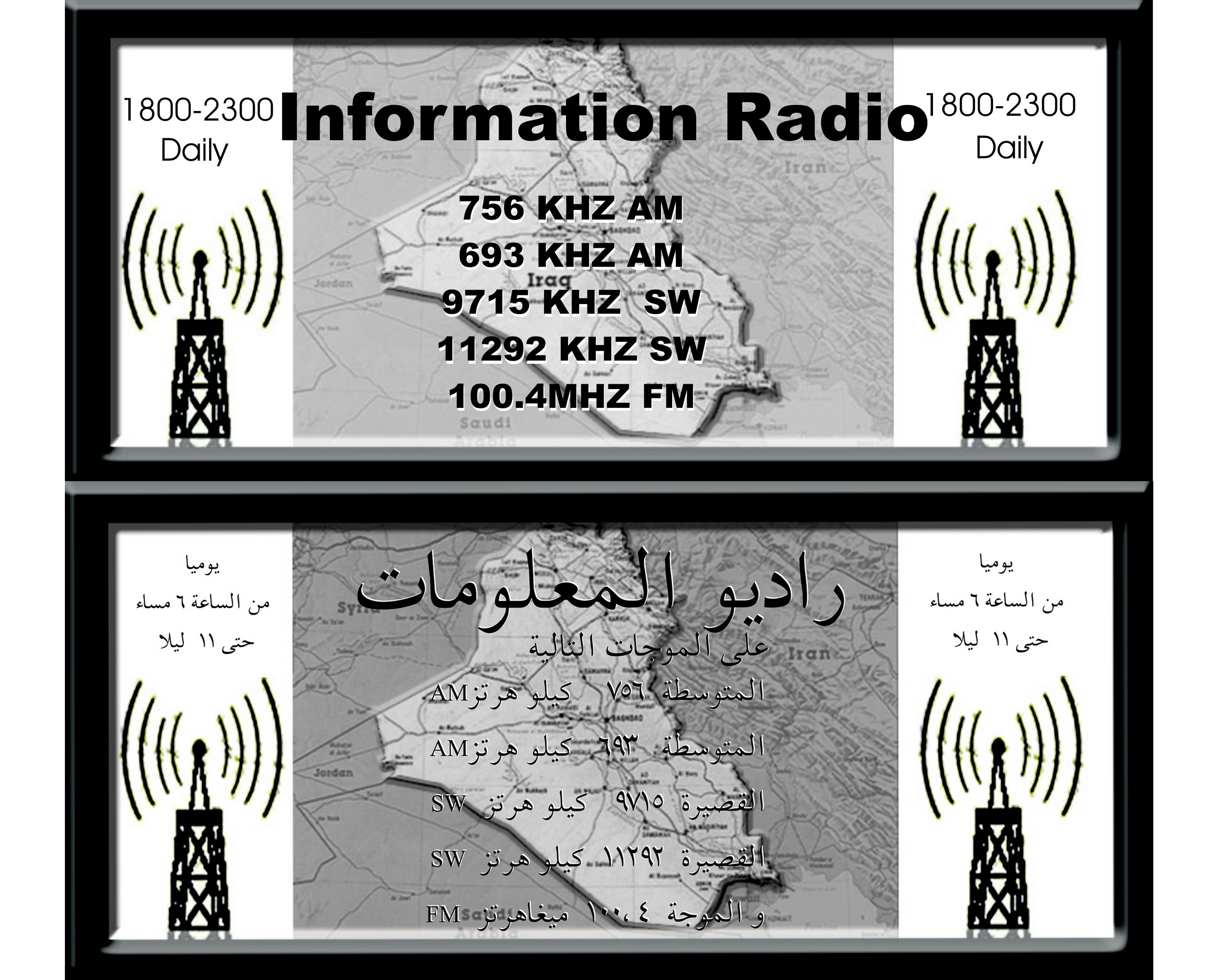
اعلامیه‌ای منتشر شده توسط نیروی دریایی ایالات متحده. این اعلامیه در طی جنگ عراق و توسط هواپیماهای ائتلاف نظامی به رهبری ایالات متحده منتشر می‌شد. این اعلامیه خوانندگان را تشویق به شلیک نکردن به هواپیماهای ائتلاف و استفاده از این فرکانس‌های رادیویی برای اطلاع از وقایع و اخبار می‌کرد.

پروپاگاندای رادیویی نوعی از پروپاگاندا با هدف تأثیر بر نگرش نسبت به یک هدف یا موقعیت خاص از طریق یک رسانه رادیویی است. قدرت پروپاگاندا رادیویی ناشی از ماهیت انقلابی آن بود. رادیو، مانند پیشرفت‌های تکنولوژیکی آتی و بعدی در رسانه‌ها، امکان انتقال سریع و یکنواخت اطلاعات به جمعیت‌های وسیع را فراهم کرد. در سطح بین‌المللی، رادیو ابزار اولیه و قدرتمندی برای جذب نیرو برای کمپین‌های تبلیغاتی بود.
تا قبل از رواج تلویزیون، رادیو تا حد زیادی مؤثرترین راه برای جلوگیری یا ترویج تغییرات اجتماعی بود و در بسیاری از مناطق هنوز هم همین‌طور است. پروپاگاندا رادیویی را می‌توان در فواصل دور و با هزینه نسبتاً کم برای مخاطبان زیادی پخش کرد. یک پخش کننده پروپاگاندا از طریق رادیو می‌تواند صدای خود و تمام قدرت اقناعی تلفیق شده با احساسات خود را به میلیون‌ها نفر برساند. رویکرد مشابهی در هر جنگی که از پروپاگاندا رادیویی استفاده می‌کند دیده شده: جدای از متقاعد کردن افراد جبهه داخلی به ضرورت جنگ، نوع دیگری از پروپاگاندا باید به سمت دشمن هدایت شود. رادیو به یک ابزار تبلیغاتی قدرتمند تبدیل شد زیرا مرزهای ملی را نادیده می‌گرفت و خطوط دشمن را در دسترس تر می‌کرد. یکی از متداول‌ترین راه‌هایی که میزبان‌ها مردم غیرنظامی و دشمن را برای شنیدن برنامه‌های خود تشویق می‌کردند، پخش اعلامیه از طریق بالون‌ها یا هواپیماها بود. در سده بیستم میلادی اکثر برنامه‌ها در ایستگاه‌های رادیویی منتخب در ساعات خاصی از روز پخش می‌شدند. اعلامیه‌های پخش شده دقیقاً توضیح می‌دادند که چه زمانی و کجا پخش برنامه رادیویی را می‌توان شنید. تأثیرات پروپاگاندای رادیویی را می‌توان در تاریخ جنگ‌های جهانی و جنگ سرد مشاهده و مطالعه نمود.

## در جنگ جهانی دوم

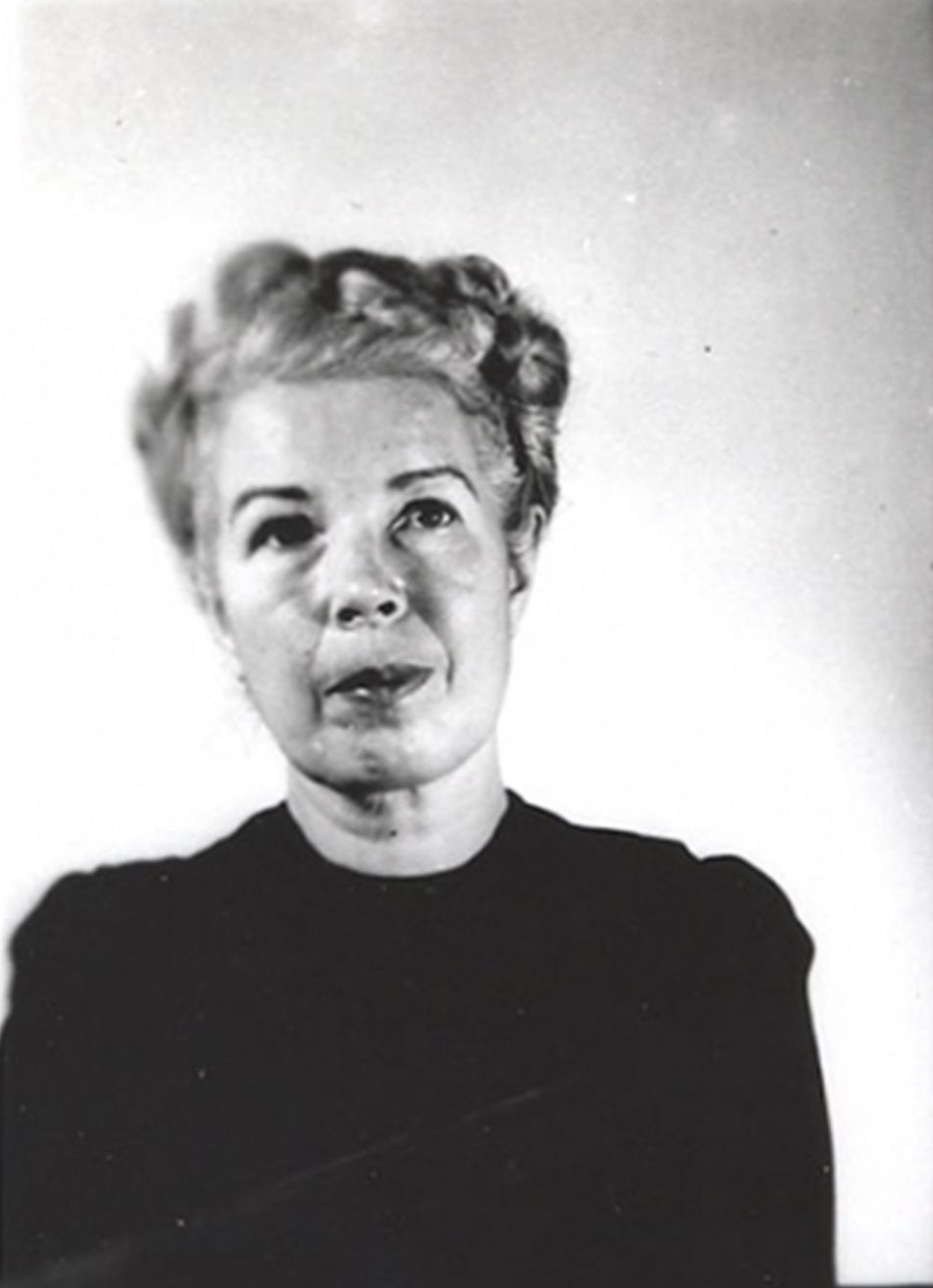
تصویری از اکسیس سالی ماگشات

در جهان غرب استفاده از رادیو به عنوان یک ابزار پروپاگاندایی در زمان جنگ و در طول جنگ جهانی دوم توسط سازمان‌های رسانه‌ای مانند صدای آمریکا، توکیو رز، اکسیس سالی و لرد هاو هاو شناخته شد.